# Morti nel 2018
| Questa pagina contiene informazioni ricavate automaticamente dalle voci biografiche con l'ausilio del template Bio e di un bot. L'aggiornamento è periodico e automatico e ricostruisce completamente la pagina. Se manca una persona in questa lista, sei pregato di non aggiungerla, ma accertati piuttosto che la sua voce biografica contenga il template Bio e che i dati anagrafici siano correttamente compilati. Se il template Bio manca, inseriscilo tu stesso o, in alternativa, metti l'avviso {{tmp\|Bio}} che ne segnala la mancanza. Se i dati riportati sono sbagliati, correggi direttamente la voce biografica; le modifiche saranno visibili in questa lista entro pochi giorni. Per chiarimenti vedi il progetto biografie. La lista contiene solo le 2.196 persone che sono citate nell'enciclopedia e per le quali è stato implementato correttamente il template Bio. Pagina aggiornata al 18 ago 2025. |

## Senza giorno specificato(17)
- Gabriele Antonini, attore cinematografico e attore teatrale italiano (n. 1938)
- Mohamed Asswai Khalifa, ostacolista libico (n. 1944)
- Leonello Bionda, batterista italiano (n. 1935)
- Elie Botbol, compositore marocchino (n. 1954)
- Vincenzo Bottan, cestista italiano (n. 1943)
- Charles Brincat, calciatore maltese (n. 1935)
- Gianni Casciello, musicista, polistrumentista e compositore italiano (n. 1934)
- Sergio Curinga, allenatore di pallacanestro italiano
- Baldo Giacalone, allenatore di pallacanestro italiano (n. 1948)
- Philip Lloyd, ingegnere e insegnante britannico (n. 1936)
- Giovanna Lucchi, politica italiana (n. 1933)
- Richard Mabuza, maratoneta swati (n. 1946)
- Geoff Parkin, calciatore inglese (n. 1928)
- Pete Rose, compositore e flautista statunitense (n. 1942)
- Sacit Seldüz, cestista, allenatore di pallacanestro e pallavolista turco (n. 1923)
- Yūsuf Shakkūr, generale e diplomatico siriano (n. 1926)
- Yoshinori Shigematsu, calciatore giapponese (n. 1930)